# Chloe East
Chloe East (San Clemente, 16 de febrero de 2001) es una actriz y bailarina estadounidense. Apareció en la primera temporada de la serie de televisión de Audience Network Ice, y en la serie de televisión de ABC Kevin (Probably) Saves the World.

## Vida personal
East nació en 2001 en San Clemente, California. Tiene dos hermanos. Comenzó a bailar a los 2 años, y ha ganado muchos premios como bailarina. Poco después de comenzar a tomar clases de actuación, consiguió el papel de Gloria en "Wait Until Dark" de Fredrick Knott en Newport Beach.

## Carrera
East comenzó a modelar a los 9 años y a los 11 comenzó a actuar en la serie de televisión de HBO True Blood. Otros créditos incluyen a Jessica Darling en la adaptación cinematográfica de IT List de Jessica Darling, Val en la serie Liv and Maddie de Disney Channel y Willow Pierce en la serie Ice de Audience Network.

## Filmografía
| Año       | Título                           | Rol                     | Notas                             |
| --------- | -------------------------------- | ----------------------- | --------------------------------- |
| 2013      | True Blood                       | Niña hada de 11 años #3 | 2 episodios                       |
| 2016      | Jessica Darling's It List        | Jessica Darling         | Película directa a vídeo          |
| 2016–2017 | Liv and Maddie                   | Val Wishart             | Papel recurrente (T4 8 episodios) |
| 2016–2017 | Ice                              | Willow Green            | Papel principal                   |
| 2017–2018 | Kevin (Probably) Saves the World | Reese Cabrera           | Papel principal                   |
| 2019      | Next Level                       | Lucy Rizzo              | Película                          |
| 2020      | The Wolf of Snow Hollow          | Jenna Marshall          | Película                          |
| 2021      | Generation                       | Naomi                   | Papel principial                  |
| 2022      | The Fabelmans                    | Monica Sherwood         | Película                          |
| 2024      | Popular Theory                   | Ari Page                |                                   |
| 2024      | Heretic                          | hermana Paxton          |                                   |
| 2025      | A Big Bold Beautiful Journey     |                         | posproducción                     |
|           | At the Sea                       |                         | posproducción                     |